# Championnat de France de rugby à XV de 1re division fédérale 2017-2018
Navigation
Fédérale 1 2016-2017 Fédérale 1 2018-2019
Le championnat de France de rugby à XV de 1re division fédérale 2017-2018 voit s'affronter 44 équipes réparties dans 4 poules de 11 équipes chacune, dont la poule 1 désignée en tant que « poule élite », parmi laquelle deux seront promues en Pro D2. 8 clubs seront relégués en Fédérale 2, les autres clubs resteront en Fédérale 1 la saison prochaine.

## Saison régulière

### Règlement

#### Participants[2]
Le Championnat de France de division fédérale, est en principe disputé par 48 équipes qui sont invitées à y participer en fonction du classement sportif qu’elles ont obtenu à l’issue de la saison sportive écoulée, sous réserve notamment de l’application des dispositions de l’article 344 des Règlements Généraux de la FFR en cas de refus d’accession, de rétrogradation, de forfait général ou d’exclusion d’un club.

Ces 48 équipes se dénombrent en principe de la façon suivante :
- les 2 équipes classées aux deux dernières places de Pro D2 à l’issue de la saison précédente, qui sont sportivement reléguées en 1re Division Fédérale ;
- les 38 équipes ayant participé au Championnat de France de Fédérale 1 lors de la saison précédente et qui sont sportivement maintenues dans cette division ;
- les 8 équipes ayant atteint les 1/4 de finale du Championnat de France de Fédérale 2 à l’issue de la saison précédente, qui sont sportivement promues en 1re Division Fédérale.

#### Organisation[2]
Les équipes invitées à participer au Championnat sont réparties dans 4 poules, décomposées en principe comme suit :
- 1 poule dite d'Accession, composée exclusivement des équipes prétendant à l’accession en Pro D2
- 3 poules dites Jean Prat, composées des équipes ne prétendant pas à l’accession ci-dessus, disputant le titre de Champion de France de 1re division fédérale.

Poule d'accession
La poule d'accession est en principe composée de 10 équipes au moins et de 12 équipes au plus.
Les équipes de la poule seront opposées lors de matchs « Aller » et « Retour ».
L’équipe classée première de la poule d’accession au terme de la phase qualificative est promue en 2e division professionnelle.
Les équipes classées de la 2e à la 5e place sont qualifiées pour la phase finale d’accession. Le vainqueur de cette phase finale est promu en 2e division professionnelle.
Poules Jean Prat
Les poules Jean Prat sont ouvertes aux clubs dont l’équipe première senior est invitée à participer au championnat de 1re division fédérale pour la saison sportive considérée et qui ne remplissent pas les conditions pour figurer dans la Poule d'accession.
Chaque poule Jean Prat est en principe composée de 12 équipes qui seront opposées lors de matchs « Aller » et « Retour ».
Les 5 premiers ainsi que le meilleur 6e des poules 2, 3 et 4 jouent les phases finales du trophée Jean-Prat.
Les seize qualifiés pour la phase finale s'affrontent en huitièmes de finale en matchs aller-retour. Les quarts de finale se jouent également sur deux matchs tandis que les  demi-finales et la finale se disputent sur un seul match sur terrain neutre.

#### Relégation sportive en2edivision fédérale[3]
Les 3 équipes classées à la dernière place de chacune des poules Jean Prat au terme de la phase qualificative sont relégués directement en Fédérale 2. Si le championnat se joue à 43 équipes, il n'y a pas d'autres relégué. En revanche, s'il y a 44 participants, une autre équipe est désignée à l’issue de la « phase de relégation ».
Phase de relégation
Participent à la phase de relégation :
- l'équipe classée à la dernière place de la poule d'Accession au terme de la phase qualificative ,
- les trois équipes classées aux avant-dernières places de chacune des poules Jean Prat au terme de la phase qualificative.

Déroulement
Les équipes participant à la phase de relégation sont réunies au sein d’une poule unique. Elles seront toutes opposées lors de matchs "Aller" et "Retour".
Au terme de ces oppositions, les deux équipes ayant obtenu le plus petit nombre de points terrain sont sportivement reléguées en 2e division fédérale.

#### Passerelles entre la poule d'accession et les poules Jean Prat
Au terme de la saison sportive, un club issu d’une poule Jean Prat, pourra intégrer la poule d'accession, dans les 3 conditions cumulatives suivantes :
1. Le club remplit l’ensemble des critères visés par le règlement ;
2. Le club s'est qualifié pour le Trophée Jean Prat, lors de la saison sportive précédant celle au titre de laquelle il entend intégrer la poule d'Accession et a obtenu un classement sportif suffisant au terme de ladite saison ;
3. L’équipe première senior du club est invitée à participer au Championnat de 1re division fédérale pour la saison sportive au titre de laquelle il entend intégrer la poule d'Accession.

### Poule d'accession

#### Poule 1
Équipes retenues par la FFR pour l'accession à la Pro D2
| SC Albi RC Aubenas US bressane CS Bourgoin-Jallieu SO Chambéry Limoges rugby Stade rouennais Provence rugby RC Strasbourg Valence Romans DR Tarbes PR |

Onze équipes ont été qualifiées pour participer au championnat de la poule 1 dite poule élite ou encore poule d'accession pour la saison 2017-2018.
| Club                       | Ville                                       | Saison 2016-2017 | Phase finale 2016-2017                |
| -------------------------- | ------------------------------------------- | ---------------- | ------------------------------------- |
| SC Albi                    | Albi                                        | 15e en Pro D2    | -                                     |
| RC Aubenas                 | Aubenas                                     | 9e, poule 1      | -                                     |
| US bressane                | Bourg-en-Bresse                             | 2e, poule 1      | Demi-finale d'accession               |
| CS Bourgoin-Jallieu        | Bourgoin-Jallieu                            | 16e en Pro D2    | -                                     |
| SO Chambéry                | Chambéry                                    | 7e, poule 1      | Finale d'accession                    |
| Limoges rugby              | Limoges                                     | 8e, poule 1      | -                                     |
| Rouen Normandie rugby      | Rouen                                       | 1er, poule 2     | Vainqueur du trophée Jean-Prat        |
| Provence rugby             | Aix-en-Provence                             | 5e, poule 1      | Demi-finale d'accession               |
| RC Strasbourg              | Strasbourg                                  | 1er, poule 4     | Huitième de finale, trophée Jean-Prat |
| Tarbes Pyrénées rugby      | Tarbes                                      | 4e, poule 1      | -                                     |
| Valence Romans Drôme rugby | Bourg-de-Péage, Romans-sur-Isère et Valence | 10e, poule 1     | -                                     |

| Rang | Club                    | J  | V  | N | D  | Bo | Bd | Pm  | Pe  | Diff | Pts |
| ---- | ----------------------- | -- | -- | - | -- | -- | -- | --- | --- | ---- | --- |
| 1    | Provence Rugby (V)      | 20 | 15 | 0 | 5  | 5  | 3  | 529 | 355 | +174 | 68  |
| 2    | US bressane (V)         | 20 | 13 | 0 | 7  | 4  | 4  | 457 | 389 | +68  | 60  |
| 3    | SC Albi (R)(V)          | 20 | 12 | 1 | 7  | 6  | 3  | 520 | 352 | +168 | 59  |
| 4    | Rouen NR (V)            | 20 | 11 | 0 | 9  | 3  | 6  | 470 | 381 | +89  | 53  |
| 5    | SO Chambéry             | 20 | 11 | 0 | 9  | 2  | 4  | 382 | 339 | +43  | 50  |
| 6    | Valence Romans DR       | 20 | 10 | 2 | 8  | 2  | 1  | 378 | 422 | -44  | 47  |
| 7    | RC Strasbourg           | 20 | 10 | 0 | 10 | 2  | 4  | 398 | 406 | -8   | 46  |
| 8    | Stado Tarbes PR (V)     | 20 | 8  | 0 | 12 | 0  | 9  | 353 | 360 | -7   | 41  |
| 9    | CS Bourgoin-Jallieu (R) | 20 | 7  | 1 | 12 | 0  | 4  | 344 | 465 | -121 | 34  |
| 10   | RC Aubenas              | 20 | 6  | 0 | 14 | 1  | 3  | 331 | 554 | -223 | 28  |
| 11   | USA Limoges             | 20 | 5  | 0 | 15 | 1  | 7  | 393 | 532 | -139 | 28  |

|  | Accession directe à la Pro D2 (meilleur dont le dossier d'accession a été validé).                                    |
|  | Qualifiés pour la phase finale d'accession à la Pro D2 (2e à 5e parmi ceux dont le dossier d'accession a été validé). |
|  | Phase de relégation (dernier de la poule).                                                                            |
|  | R : Relégué de Pro D2 2016 V : Dossier d'accession validé                                                             |

À la demande de son nouveau président, l'USA Limoges dernier de la phase régulière et en proie à de multiples difficultés financières, demande officiellement à la FFR de prononcer la relégation directe du club en Fédérale 2 pour la saison prochaine. Sa demande est acceptée par la Fédération début mai : l'équipe ne dispute donc même pas la phase de relégation à l'issue de la saison,. L'officialisation des poules de Fédérale par la FFR pour la saison 2018-2019 à la fin juin confirme la présence de l'USA Limoges en poule 8 de Fédérale 2.
Pour sa part, le RC Strasbourg, confronté à la démission de son président et à des problèmes financiers récurrents, se voit dans l'obligation de demander une rétrogradation administrative à l'échelon inférieur par l'intermédiaire de sa nouvelle équipe de dirigeants alors que le club s'était largement sauvé sur le plan sportif à l'issue de la saison. La confirmation intervient lors de la publication par la Fédération des poules de Fédérale 2018-2019 fin juin : Strasbourg est relégué d'office en Fédérale 2 pour la saison suivante où il évoluera en poule 2.

#### Accession
Le 19 janvier 2018, la Fédération française de rugby annonce que seulement 5 clubs (le Sporting Club Albigeois, l’US Bressane, Provence rugby, le Stade Rouennais rugby et le Tarbes Pyrénées rugby) sur 11 inscrits en poule d'accession pourront prétendre à la promotion en Pro D2 quel que soit leur classement. Cela fait suite au réexamen du dossier de plusieurs clubs dont la situation ne le leur permet plus aujourd'hui.

### Phases finales d'accession à la Pro D2
|  | Demi-finales                    | Demi-finales                    | Demi-finales                    | Demi-finales                    |                   |                   | Finale                           | Finale                           | Finale                           | Finale                           |
|  |                                 |                                 |                                 |                                 |                   |                   |                                  |                                  |                                  |                                  |
|  | Aller : 4 mai / Retour : 12 mai | Aller : 4 mai / Retour : 12 mai | Aller : 4 mai / Retour : 12 mai | Aller : 4 mai / Retour : 12 mai |                   |                   | Aller : 18 mai / Retour : 26 mai | Aller : 18 mai / Retour : 26 mai | Aller : 18 mai / Retour : 26 mai | Aller : 18 mai / Retour : 26 mai |
|  | [2] US bressane *               | [2] US bressane *               | 16                              | 28                              |                   |                   | Aller : 18 mai / Retour : 26 mai | Aller : 18 mai / Retour : 26 mai | Aller : 18 mai / Retour : 26 mai | Aller : 18 mai / Retour : 26 mai |
|  | [2] US bressane *               | [2] US bressane *               | 16                              | 28                              |                   |                   | Aller : 18 mai / Retour : 26 mai | Aller : 18 mai / Retour : 26 mai | Aller : 18 mai / Retour : 26 mai | Aller : 18 mai / Retour : 26 mai |
|  | [6] Stado Tarbes PR             | [6] Stado Tarbes PR             | 13                              | 16                              |                   |                   | Aller : 18 mai / Retour : 26 mai | Aller : 18 mai / Retour : 26 mai | Aller : 18 mai / Retour : 26 mai | Aller : 18 mai / Retour : 26 mai |
|  | [6] Stado Tarbes PR             | [6] Stado Tarbes PR             | 13                              | 16                              | [2] US bressane * | [2] US bressane * | 27                               | 23                               |                                  |                                  |
|  | Aller : 4 mai / Retour : 11 mai |                                 |                                 |                                 | [2] US bressane * | [2] US bressane * | 27                               | 23                               |                                  |                                  |
|  |                                 |                                 | [4] Rouen NR                    | [4] Rouen NR                    | 24                | 18                |                                  |                                  |                                  |                                  |
|  | [3] SC Albi *                   | [3] SC Albi *                   | [4] Rouen NR                    | [4] Rouen NR                    | 24                | 18                | 16                               | 12                               |                                  |                                  |
|  | [3] SC Albi *                   | [3] SC Albi *                   |                                 |                                 |                   |                   |                                  | 12                               |                                  |                                  |
|  | [4] Rouen NR                    | [4] Rouen NR                    | 19                              | 14                              |                   |                   |                                  |                                  |                                  |                                  |
|  | [4] Rouen NR                    | [4] Rouen NR                    | 19                              | 14                              |                   |                   |                                  |                                  |                                  |                                  |

* Équipe recevant au match retour

### Poules Jean Prat

#### Poule 2
| Anglet olympique FC Oloron Stade nantais Union Cognac · Saint-Jean-d'Angély RC bassin d'Arcachon Saint-Jean-de-Luz O Saint-Médard RC Stade hendayais Stade langonnais Stade niortais US Tyrosse |

| Club                             | Ville                         | Saison 2016-2017  | Phase finale 2016-2017                |
| -------------------------------- | ----------------------------- | ----------------- | ------------------------------------- |
| Anglet olympique                 | Anglet                        | 8e, poule 2       | -                                     |
| Stade hendayais (P)              | Hendaye                       | 1er en Fédérale 2 | Demi-finale en Fédérale 2             |
| Rugby club bassin d'Arcachon (P) | La Teste-de-Buch et Arcachon  | 1er en Fédérale 2 | Huitième de finale en Fédérale 2      |
| Stade langonnais                 | Langon                        | 10e, poule 2      | -                                     |
| Stade nantais rugby              | Nantes                        | 9e, poule 2       | -                                     |
| Stade niortais (P)               | Niort                         | 1er en Fédérale 2 | Huitième de finale en Fédérale 2      |
| FC Oloron                        | Oloron-Sainte-Marie           | 2e, poule 2       | Huitième de finale, trophée Jean-Prat |
| Union Cognac Saint-Jean-d'Angély | Saint-Jean-d'Angély et Cognac | 3e, poule 3       | Huitième de finale, trophée Jean-Prat |
| Saint-Jean-de-Luz olympique      | Saint-Jean-de-Luz             | 5e, poule 2       | Huitième de finale, trophée Jean-Prat |
| Saint-Médard rugby club          | Saint-Médard-en-Jalles        | 7e, poule 2       | -                                     |
| US Tyrosse                       | Saint-Vincent-de-Tyrosse      | 3e, poule 2       | Quart de finale, trophée Jean-Prat    |

| Rang | Club                             | J  | V  | N | D  | Bo | Bd | Pm  | Pe  | Diff | Pts |
| ---- | -------------------------------- | -- | -- | - | -- | -- | -- | --- | --- | ---- | --- |
| 1    | Union Cognac Saint-Jean-d'Angély | 20 | 15 | 2 | 3  | 5  | 1  | 565 | 321 | +244 | 70  |
| 2    | Saint-Jean-de-Luz olympique      | 20 | 12 | 2 | 6  | 6  | 5  | 514 | 285 | +229 | 63  |
| 3    | FC Oloron                        | 20 | 13 | 0 | 7  | 5  | 3  | 446 | 300 | +146 | 60  |
| 4    | Stade nantais                    | 20 | 12 | 0 | 8  | 7  | 1  | 433 | 374 | +59  | 56  |
| 5    | Anglet olympique                 | 20 | 12 | 0 | 8  | 3  | 4  | 346 | 314 | +32  | 55  |
| 6    | US Tyrosse                       | 20 | 11 | 0 | 9  | 4  | 5  | 367 | 338 | +29  | 53  |
| 7    | Stade niortais (P)               | 20 | 9  | 1 | 10 | 5  | 5  | 410 | 391 | +19  | 48  |
| 8    | RC bassin d'Arcachon (P)         | 20 | 8  | 0 | 12 | 3  | 8  | 355 | 351 | +4   | 43  |
| 9    | Stade langonnais                 | 20 | 7  | 0 | 13 | 1  | 3  | 351 | 608 | -257 | 32  |
| 10   | Saint-Médard RC                  | 20 | 4  | 1 | 15 | 0  | 7  | 303 | 458 | -155 | 25  |
| 11   | Stade hendayais (P)              | 20 | 4  | 0 | 16 | 0  | 3  | 290 | 640 | -350 | 19  |

|  | Qualifiés pour le trophée Jean-Prat (1er à 5e).                              |
|  | Qualifié pour le trophée Jean-Prat : le meilleur 6e des trois poules (RCST). |
|  | Qualifié pour la phase de relégation (10e).                                  |
|  | Relégués en Fédérale 2 (11e).                                                |
|  | P : Promu de Fédérale 2                                                      |

#### Poule 3
| Stade bagnérais US Bergerac Blagnac rugby Lombez Samatan Stade Rodez US Saint-Sulpice SA Trélissac Avenir valencien Avenir castanéen SC Graulhet AS vauréenne |

| Club                | Ville                  | Saison 2016-2017 | Phase finale 2016-2017                |
| ------------------- | ---------------------- | ---------------- | ------------------------------------- |
| Stade bagnérais     | Bagnères-de-Bigorre    | 4e, poule 2      | Quart de finale, trophée Jean-Prat    |
| US Bergerac (P)     | Bergerac               | 3e en Fédérale 2 | Vice-champion de Fédérale 2           |
| Blagnac rugby       | Blagnac                | 4e, poule 3      | Quart de finale, trophée Jean-Prat    |
| Avenir castanéen    | Castanet-Tolosan       | 4e, poule 4      | Huitième de finale, trophée Jean-Prat |
| SC Graulhet         | Graulhet               | 9e, poule 4      | -                                     |
| AS vauréenne        | Lavaur                 | 5e, poule 4      | Demi-finale, trophée Jean-Prat        |
| Lombez Samatan club | Lombez et Samatan      | 6e, poule 2      | -                                     |
| Stade Rodez Aveyron | Rodez                  | 6e, poule 3      | -                                     |
| US Saint-Sulpice    | Saint-Sulpice-sur-Lèze | 8e, poule 3      | -                                     |
| SA Trélissac        | Trélissac              | 9e, poule 3      | -                                     |
| Avenir valencien    | Valence d'Agen         | 7e, poule 3      | -                                     |

| Rang | Club                | J  | V  | N | D  | Bo | Bd | Pm  | Pe  | Diff | Pts |
| ---- | ------------------- | -- | -- | - | -- | -- | -- | --- | --- | ---- | --- |
| 1    | Blagnac rugby       | 20 | 15 | 1 | 4  | 7  | 2  | 523 | 285 | +238 | 71  |
| 2    | SA Trélissac        | 20 | 13 | 2 | 5  | 4  | 2  | 460 | 349 | +111 | 62  |
| 3    | Avenir valencien    | 20 | 12 | 2 | 6  | 6  | 3  | 496 | 401 | +95  | 61  |
| 4    | AS vauréenne        | 20 | 12 | 1 | 7  | 4  | 5  | 518 | 374 | +144 | 59  |
| 5    | Avenir castanéen    | 20 | 11 | 1 | 8  | 2  | 4  | 518 | 469 | +49  | 52  |
| 6    | Stade Rodez Aveyron | 20 | 8  | 2 | 10 | 4  | 5  | 433 | 441 | -8   | 45  |
| 7    | US Bergerac (P)     | 20 | 9  | 2 | 9  | 2  | 3  | 404 | 413 | -9   | 45  |
| 8    | Stade bagnérais     | 20 | 7  | 3 | 10 | 3  | 5  | 389 | 415 | -26  | 42  |
| 9    | US Saint-Sulpice    | 20 | 7  | 2 | 11 | 1  | 4  | 314 | 415 | -101 | 37  |
| 10   | SC Graulhet         | 20 | 3  | 0 | 17 | 0  | 6  | 239 | 511 | -272 | 18  |
| 11   | Lombez Samatan club | 20 | 4  | 2 | 14 | 0  | 4  | 278 | 498 | -220 | 16¹ |

¹Lombez Samatan club est sanctionné de 8 points car le club ne dispose pas d'une équipe junior. L'équipe devrait avoir 24 points vu ses résultats (4 victoires,2 nuls,14 défaites,4 pts bonus), elle n'en a donc que 16 au classement final, ce qui lui fait perdre une place au classement général au profit de SC Graulhet; et termine donc la saison à la dernière place.
|  | Qualifiés pour le trophée Jean-Prat (1er à 5e). |
|  | Qualifié pour la phase de relégation (10e).     |
|  | Relégués en Fédérale 2 (11e).                   |
|  | P : Promu de Fédérale 2                         |

#### Poule 4
| RO Grasse Stade dijonnais AS Mâcon RC Nîmes US seynoise ASVEL RO Agde RCHCC Céret sportif RC Suresnes CS Vienne |

| Club                               | Ville                           | Saison 2016-2017  | Phase finale 2016-2017                |
| ---------------------------------- | ------------------------------- | ----------------- | ------------------------------------- |
| RO Agde                            | Agde                            | 5e, poule 3       | Huitième de finale, trophée Jean-Prat |
| ASVEL Rugby                        | Villeurbanne                    | 7e, poule 4       | -                                     |
| Céret sportif (P)                  | Céret                           | 1er en Fédérale 2 | Quart de finale en Fédérale 2         |
| Stade dijonnais                    | Dijon                           | 10e, poule 4      | -                                     |
| RO Grasse                          | Grasse                          | 8e, poule 4       | -                                     |
| RC Hyères-Carqueiranne-La Crau (P) | Carqueiranne, Hyères et La Crau | 1er en Fédérale 2 | Champion de Fédérale 2                |
| US seynoise                        | La Seyne-sur-Mer                | 6e, poule 4       | Demi-finale, trophée Jean-Prat        |
| AS Mâcon                           | Mâcon                           | 2e, poule 4       | Finale, trophée Jean-Prat             |
| RC Nîmes                           | Nîmes                           | 3e, poule 4       | Quart de finale, trophée Jean-Prat    |
| RC Suresnes (P)                    | Suresnes                        | 1er en Fédérale 2 | Quart de finale en Fédérale 2         |
| CS Vienne (P)                      | Vienne                          | 1er en Fédérale 2 | Quart de finale en Fédérale 2         |

| Rang | Club                               | J  | V  | N | D  | Bo | Bd | Pm  | Pe  | Diff | Pts |
| ---- | ---------------------------------- | -- | -- | - | -- | -- | -- | --- | --- | ---- | --- |
| 1    | AS Mâcon                           | 20 | 15 | 0 | 5  | 5  | 2  | 498 | 342 | +156 | 67  |
| 2    | Rugby club nîmois                  | 20 | 13 | 0 | 7  | 6  | 2  | 549 | 392 | +157 | 60  |
| 3    | RC Hyères-Carqueiranne-La Crau (P) | 20 | 10 | 2 | 8  | 2  | 7  | 451 | 362 | +89  | 53  |
| 4    | US seynoise                        | 20 | 10 | 1 | 9  | 4  | 7  | 446 | 402 | +44  | 53  |
| 5    | CS Vienne (P)                      | 20 | 10 | 1 | 9  | 3  | 6  | 407 | 323 | +84  | 51  |
| 6    | ASVEL rugby                        | 20 | 10 | 0 | 10 | 2  | 5  | 369 | 452 | -83  | 47  |
| 7    | Céret sportif (P)                  | 20 | 8  | 1 | 11 | 2  | 3  | 428 | 521 | -93  | 39  |
| 8    | Stade dijonnais                    | 20 | 9  | 1 | 10 | 1  | 7  | 470 | 495 | -25  | 38¹ |
| 9    | Rugby club suresnois (P)           | 20 | 8  | 0 | 12 | 0  | 6  | 358 | 481 | -123 | 38  |
| 10   | RO Grasse                          | 20 | 8  | 0 | 12 | 1  | 4  | 375 | 483 | -108 | 37  |
| 11   | Rugby olympique agathois           | 20 | 6  | 0 | 14 | 2  | 6  | 310 | 408 | -98  | 32  |

|  | Qualifiés pour le trophée Jean-Prat (1er à 5e). |
|  | Qualifié pour la phase de relégation (10e).     |
|  | Relégués en Fédérale 2 (11e).                   |
|  | P : Promu de Fédérale 2                         |

¹Le Stade dijonnais a été maintenu en Fédérale 1 à l'issue de la saison 2016-2017 pour la saison suivante, mais s'est vu infliger une sanction de -8 points pour anomalie fiscale après contrôle de la DNACG. L'équipe devrait avoir 46 points vu ses résultats (9 victoires,1 nul,10 défaites,8 pts bonus), elle n'en a donc que 38 au classement final, ce qui lui fait perdre une place au classement général au profit de Céret sportif.

### Trophée Jean Prat

#### Huitièmes de finale
Les huitièmes de finale se déroulent le 13 mai 2018 (matches aller) et le 20 mai 2018 (matches retour).
| Équipe                                         | Aller   | Total   | Retour  | Équipe                                            |
| ---------------------------------------------- | ------- | ------- | ------- | ------------------------------------------------- |
| Union Cognac Saint-Jean-d'Angély (1er poule 2) | 6 - 19  | 38 - 48 | 32 - 29 | (5e poule 4) CS Vienne                            |
| Saint-Jean-de-Luz olympique (2e poule 2)       | 13 - 21 | 37 - 36 | 24 - 15 | (5e poule 2) Anglet olympique                     |
| FC Oloron (3e poule 2)                         | 21 - 21 | 37 - 32 | 16 - 11 | (3e poule 4) RC Hyères-Carqueiranne-La Crau       |
| Blagnac rugby (1er poule 3)                    | 26 - 3  | 59 - 17 | 33 - 14 | (6e poule 2, meilleur 6e des 3 poules) US Tyrosse |
| SA Trélissac (2e poule 3)                      | 19 - 30 | 56 - 54 | 37 - 24 | (4e poule 4) US seynoise                          |
| Avenir valencien (3e poule 3)                  | 18 - 34 | 39 - 44 | 21 - 10 | (4e poule 3) AS Lavaur                            |
| AS Mâcon (1er poule 4)                         | 20 - 29 | 73 - 53 | 53 - 24 | (5e poule 3) Avenir castanéen                     |
| Rugby club nîmois (2e poule 4)                 | 27 - 37 | 47 - 58 | 20 - 21 | (4e poule 2) Stade nantais                        |

#### Quarts de finale
Les quarts de finale se déroulent le 27 mai 2018 (matches aller) et le 3 juin 2018 (matches retour).
| Équipe               | Aller   | Total   | Retour  | Équipe        |
| -------------------- | ------- | ------- | ------- | ------------- |
| AS Lavaur            | 22 - 15 | 51 - 29 | 29 - 14 | CS Vienne     |
| Blagnac rugby        | 20 - 23 | 25 - 28 | 5 - 5   | FC Oloron     |
| Saint-Jean-de-Luz OR | 23 - 27 | 48 - 50 | 25 - 23 | SA Trélissac  |
| AS Mâcon             | 19 - 14 | 53 - 38 | 34 - 24 | Stade nantais |

#### Demi-finales et finale
|  | Demi-finales 17 juin 2018                         | Demi-finales 17 juin 2018                         |                  |    | Finale 23 juin 2018                             | Finale 23 juin 2018                             |
|  | Demi-finales 17 juin 2018                         | Demi-finales 17 juin 2018                         |                  |    | Finale 23 juin 2018                             | Finale 23 juin 2018                             |
|  |                                                   |                                                   |                  |    |                                                 |                                                 |
|  | le 17 juin 2018 au stade Nicolas-Kaufmann à Nîmes | le 17 juin 2018 au stade Nicolas-Kaufmann à Nîmes |                  |    | le 23 juin 2018 au stade Jacques-Fouroux à Auch | le 23 juin 2018 au stade Jacques-Fouroux à Auch |
|  | le 17 juin 2018 au stade Nicolas-Kaufmann à Nîmes | le 17 juin 2018 au stade Nicolas-Kaufmann à Nîmes |                  |    | le 23 juin 2018 au stade Jacques-Fouroux à Auch | le 23 juin 2018 au stade Jacques-Fouroux à Auch |
|  | AS Lavaur                                         | 22                                                |                  |    | le 23 juin 2018 au stade Jacques-Fouroux à Auch | le 23 juin 2018 au stade Jacques-Fouroux à Auch |
|  | AS Lavaur                                         | 22                                                |                  |    | le 23 juin 2018 au stade Jacques-Fouroux à Auch | le 23 juin 2018 au stade Jacques-Fouroux à Auch |
|  | AS Mâcon                                          | 14                                                |                  |    | le 23 juin 2018 au stade Jacques-Fouroux à Auch | le 23 juin 2018 au stade Jacques-Fouroux à Auch |
|  | AS Mâcon                                          | 14                                                | AS Lavaur (a.p.) | 24 |                                                 |                                                 |
|  | le 17 juin 2018 à La Teste-de-Buch                |                                                   | AS Lavaur (a.p.) | 24 |                                                 |                                                 |
|  |                                                   | SA Trélissac                                      | 21               |    |                                                 |                                                 |
|  | FC Oloron                                         | SA Trélissac                                      | 21               | 22 |                                                 |                                                 |
|  | FC Oloron                                         |                                                   |                  | 22 |                                                 |                                                 |
|  | SA Trélissac                                      | 32                                                |                  |    |                                                 |                                                 |
|  | SA Trélissac                                      | 32                                                |                  |    |                                                 |                                                 |